# Lagoon Pond
 (octobre 2019).
Le Lagoon Pond est un étang dans l'État américain de Californie. Il est situé à une altitude de 19 m dans le comté de Del Norte et est protégé dans le parc national de Redwood.